# Професіонали (фільм)
«Професіонали» — кінофільм. Екранізація твору Френка О’Рурка.

## Сюжет
Багатий техасець Джо Грант запрошує до себе трьох чоловіків, кожен з яких є професіоналом в своїй області, і пропонує їм роботу — звільнити його дружину Марію, яка захоплена мексиканськими революціонерами. Лідер гурту на ім'я Ріко пропонує Гранту найняти ще одну людину, уже спеціаліста з вибухів, для більшої впевненості в успішному закінченні справи. Багатій погоджується, і четвірка героїв, з яких двом доводилось раніше зустрічатися із ватажком мексиканців Расою, відправляються на пошуки красуні.

## У ролях
- Берт Ланкастер — Білл Долуорт
- Лі Марвін — Генрі «Ріко» Фардан
- Клаудія Кардинале — місіс Марія Грант
- Роберт Райан — Ханс Еренгард
- Вуді Строуд — Джейк Шарп
- Джек Паланс — Хесус Раса
- Ральф Белламі — Джо Грант